# Atmane Mazouz
Pour les articles homonymes, voir Mazouz.
 (juin 2011).
Si vous disposez d'ouvrages ou d'articles de référence ou si vous connaissez des sites web de qualité traitant du thème abordé ici, merci de compléter l'article en donnant les références utiles à sa vérifiabilité et en les liant à la section « Notes et références ».
Atmane Mazouz (en kabyle : Atman Mazuz), né le 24 septembre 1970 à Akbou, est un homme politique algérien. 
Il est élu député du Rassemblement pour la culture et la démocratie durant les législatives de 2007 dans la circonscription de la wilaya de Béjaïa. Durant son mandat, il a occupé le poste de Président du groupe parlementaire de son parti. Il est élu président du RCD le 3 juin 2022.

## Biographie
Athmane Mazouz naît le 24 septembre 1970 à Akbou, il passe l'essentiel de sa vie dans son village natal à Iguer-Ammar, commune de Tinebdar, dans la wilaya de Béjaïa. 
Atmane Mazouz fait ses débuts en politique au lycée, dans Mouvement culturel berbère (MCB). Il signe une pétition demandant la libération des détenus politiques[réf. souhaitée], dont Mohamed Haroun originaire d'Akbou, incarcéré pour atteinte à la sûreté de l'État. Durant son parcours scolaire, il suivra ses études avec succès jusqu'à l'obtention de son baccalauréat, puis rejoint l'université d'Alger pour une formation en économie. Durant l’insurrection du FIS (Front Islamique du Salut), alors qu’il était militant du RCD et président de la première section RPN (Rassemblement patriotique national) de feu Mohamed Boudiaf, il échappe à une tentative d’assassinat à l’intérieur de l’université à cause de son opposition au mot d’ordre de grève générale lancé par le FIS[réf. nécessaire]. Cet  événement l’amène, en compagnie de deux de ses amis, à demander à rejoindre l'université de Béjaïa[réf. souhaitée], où il finira par obtenir une licence en Finances.
Son service militaire, il le passa au grade d’officier appelé à l’EATS (École d’application des troupes spéciales), connue sous le nom de l’école des Para-Commandos  de Biskra.

### Son engagement dans le mouvement citoyen
Le Quotidien algérien Liberté le surnomme en 2003, « l’indomptable ». Président du comité de son village (Tajmâat en Kabyle), organisation ancestrale kabyle, c’est en cette qualité qu’il été délégué pour siéger au sein du mouvement citoyen des Aarchs,  mouvement que son parti, le RCD, a accompagné tout au long de la contestation.[évasif] Interrogé par un journaliste de Liberté[réf. souhaitée], « il se dit ébranlé dans sa conscience, alors qu’une injustice venait d’embraser toute la région et […] il ne devait que prendre part à cette éruption juvénile contre l’arbitraire » et en fin visionnaire, il poursuivra, en déclarant que « l’urgence était de parer à la situation en arrêtant l’effusion de sang et donner forme et sens politiques à cette révolte ». 
Soumis à différentes pressions pour l’amener à participer au dialogue Gouvernement-Archs[précision nécessaire], il sera contraint à vivre dans la clandestinité car, activement recherché par les services de sécurité à l’instar de ses camarades, il a à maintes reprises échappé aux différentes tentatives d’arrestation, dont la dernière en date remonte au mois d’octobre 2002, quand il a failli être appréhendé par des policiers en civil, à l’intérieur même de son organisme employeur, une entreprise publique sise à El-Kseur[réf. nécessaire].
Il finira par perdre son emploi et s’ensuivront  de multiples auditions aussi bien de la part du magistrat instructeur près le tribunal de Sidi-Aïch, que des services de la police judiciaire, de la sûreté de la même daïra. Plusieurs chefs d’inculpation lui seront signifiés et un mandat de dépôt sera même requis par le parquet à son encontre.[réf. nécessaire]
Alors qu’une partie des délégués du mouvement citoyen est engagée dans une perspective de rapprochement avec le pouvoir, il sera le principal organisateur de la première marche d’opposition au simulacre de dialogue Archs-Gouvernement Ouyahia. 
Le 23 mai 2021, il est présenté devant un juge d'instruction, poursuivi pour « incitation à attroupement », et « outrage à corps constitué ». Les faits remontent à la campagne présidentielle de 2019 : selon son avocat, « il a partagé des photos, il a fait des déclarations sur les violences utilisées contre des citoyens en tant qu’homme politique, en tant que député au mois de décembre 2019 », ajoutant que son client bénéficiait de l’immunité parlementaire au moment des faits. Il indique être condamné à un an de prison le 21 octobre 2021. Après avoir été condamné en première instance à une forte amende pour « outrage à corps constitué », il est condamné en appel en novembre 2022 à une amende d'un montant réduit de moitié ; il était jugé pour des propos tenus sur les réseaux sociaux en rapport avec la répression du Hirak  ; Il indique avoir l'intention d'introduire un pourvoi en cassation.
Il participe au processus de relance du RCD en 2022 et est élu président du parti le 3 juin 2022.
Il est brièvement arrêté le 20 août 2024 alors qu'il tente de participer aux commémorations du congrès de la Soummam.